# Luiyi de Lucas
Luiyi de Lucas (ur. 31 sierpnia 1994 w Galván) – dominikański piłkarz hiszpańskiego pochodzenia występujący na pozycji obrońcy w fińskim klubie FC Haka oraz w reprezentacji Dominikany.

## Kariera klubowa

### Chivas de Guadalajara B
1 lipca 2013 został przeniesiony z drużyny juniorów do seniorskiego zespołu CD Guadalajara B. Zadebiutował w sezonie 2013/14 na piątym szczeblu rozgrywkowym w Hiszpanii, w którym również zdobył swoją pierwszą bramkę dla zespołu.

### Alameda de Osuna
W 2015 roku przeszedł do klubu Alameda de Osuna. W sezonie 2014/15 zaliczył swój pierwszy występ w barwach klubu oraz strzelił pierwszą bramkę.

### CD Azuqueca
1 lipca 2015 podpisał kontrakt z drużyną CD Azuqueca. Zadebiutował w sezonie 2015/16 na czwartym szczeblu ligowym w Hiszpanii.

### CD Marchamalo
1 lipca 2016 przeszedł do klubu CD Marchamalo, w którym zadebiutował w sezonie 2016/17.

### Barcelona Atlético
1 lipca 2017 podpisał kontrakt z dominikańskim zespołem Barcelona Atlético. Zadebiutował w sezonie 2017, w którym razem z zespołem dotarł do ćwierćfinału rozgrywek ligowych.

### La Roda CF
W 2018 roku przeszedł do hiszpańskiej drużyny La Roda CF. Zadebiutował w sezonie 2017/18, w którym zdobył również pierwszą bramkę w barwach klubu.

### Cibao FC
1 lipca 2018 podpisał kontrakt z dominikańskim zespołem Cibao FC. W sezonie 2018 wraz z drużyną zdobył mistrzostwo Dominikany.

### Caudal Deportivo
W 2019 roku przeszedł do hiszpańskiego klubu Caudal Deportivo. Zadebiutował w sezonie 2018/19, w którym zdobył również pierwszą bramkę w barwach klubu.

### CD Lealtad
1 lipca 2019 podpisał kontrakt z drużyną CD Lealtad. W sezonie 2019/20 zadebiutował w lidze, w której finalnie zajął pierwsze miejsce tabeli, zdobywając mistrzostwo Tercera División i awansując do Segunda División B.

### CD Izarra
W 2020 przeszedł do zespołu CD Izarra, w którym zadebiutował w sezonie 2019/20 na trzecim szczeblu rozgrywkowym w Hiszpanii.

### FC Haka
25 sierpnia 2020 podpisał kontrakt z fińskim klubem FC Haka.

## Kariera reprezentacyjna
W 2018 otrzymał powołanie do reprezentacji Dominikany. Zadebiutował 9 września 2018 w meczu eliminacji do Ligi Narodów CONCACAF 2019/2020 przeciwko reprezentacji Bonaire (0:5).

## Statystyki

### Klubowe
(aktualne na dzień 30 sierpnia 2020)
| Klub               | Sezon              | Liga                            | Liga  | Liga   | Puchar kraju | Puchar kraju | Suma  | Suma   |
| Klub               | Sezon              | Liga                            | Mecze | Bramki | Mecze        | Bramki       | Mecze | Bramki |
| ------------------ | ------------------ | ------------------------------- | ----- | ------ | ------------ | ------------ | ----- | ------ |
| CD Guadalajara B   | 2013/14            | Divisiones Regionales de Fútbol | 16    | 2      | –            | –            | 16    | 2      |
| CD Guadalajara B   | 2014/15            | Divisiones Regionales de Fútbol | 12    | 0      | –            | –            | 12    | 0      |
| CD Guadalajara B   | Ogólnie            | Ogólnie                         | 28    | 2      | 0            | 0            | 28    | 2      |
| Alameda de Osuna   | 2014/15            | Divisiones Regionales de Fútbol | 13    | 1      | –            | –            | 13    | 1      |
| CD Azuqueca        | 2015/16            | Tercera División                | 26    | 0      | –            | –            | 26    | 0      |
| CD Marchamalo      | 2016/17            | Tercera División                | 11    | 0      | –            | –            | 11    | 0      |
| CD Azuqueca        | 2016/17            | Tercera División                | 5     | 0      | –            | –            | 5     | 0      |
| La Roda CF         | 2017/18            | Tercera División                | 20    | 1      | –            | –            | 20    | 1      |
| Caudal Deportivo   | 2018/19            | Tercera División                | 15    | 1      | –            | –            | 15    | 1      |
| CD Lealtad         | 2019/20            | Tercera División                | 19    | 0      | –            | –            | 19    | 0      |
| CD Izarra          | 2019/20            | Segunda División B              | 6     | 0      | –            | –            | 6     | 0      |
| Ogólnie w karierze | Ogólnie w karierze | Ogólnie w karierze              | 143   | 5      | 0            | 0            | 143   | 5      |

### Reprezentacyjne
(aktualne na dzień 30 sierpnia 2020)
| Reprezentacja | Rok     | Mecze | Bramki |
| ------------- | ------- | ----- | ------ |
| Dominikana    | 2018    | 3     | 0      |
| Dominikana    | 2019    | 1     | 0      |
| Ogólnie       | Ogólnie | 4     | 0      |

| Mecze i gole w reprezentacji | Mecze i gole w reprezentacji | Mecze i gole w reprezentacji           | Mecze i gole w reprezentacji | Mecze i gole w reprezentacji | Mecze i gole w reprezentacji | Mecze i gole w reprezentacji                                 |
| Reprezentacja                | Reprezentacja                | Reprezentacja                          | Reprezentacja                | Reprezentacja                | Reprezentacja                | Reprezentacja                                                |
| Lp.                          | Data                         | Miejsce                                | Przeciwnik                   | Wynik                        | Gol                          | Rozgrywki                                                    |
| ---------------------------- | ---------------------------- | -------------------------------------- | ---------------------------- | ---------------------------- | ---------------------------- | ------------------------------------------------------------ |
| 1.                           | 09.09.2018                   | Willemstad, Curaçao                    | Bonaire                      | 0:5                          |                              | el. Ligi Narodów CONCACAF 2019/2020 (nieuznawany przez FIFA) |
| 2.                           | 12.10.2018                   | Santiago de los Caballeros, Dominikana | Kajmany                      | 3:0                          |                              | el. Ligi Narodów CONCACAF 2019/2020                          |
| 3.                           | 17.11.2018                   | Hawana, Kuba                           | Kuba                         | 1:0                          |                              | el. Ligi Narodów CONCACAF 2019/2020                          |
| 4.                           | 24.03.2019                   | Santiago de los Caballeros, Dominikana | Bermudy                      | 1:3                          |                              | el. Ligi Narodów CONCACAF 2019/2020                          |

## Sukcesy

### Cibao FC
- Mistrzostwo Dominikany (1×): 2018

### CD Lealtad
- Mistrzostwo Tercera División (1×): 2019/2020